# Melagramma expetita
Melagramma expetita är en fjärilsart som beskrevs av Walker 1858. Melagramma expetita ingår i släktet Melagramma och familjen nattflyn. Inga underarter finns listade i Catalogue of Life.